# Marte Juuhl Svensson
Marte Juuhl Svensson (* 18. Februar 2001 in Asker, Norwegen) ist eine norwegische Handballspielerin, die für den deutschen Erstligisten Romerike Ravens aufläuft.

## Karriere

### Im Verein
Marte Juuhl Svensson spielte anfangs beim norwegischen Verein Vollen Håndball, für den sie in der Saison 2015/16 auch als Schiedsrichterin aktiv war. Anschließend lief sie für Haslum IL auf. Die Rückraumspielerin schloss sich im Jahr 2017 dem norwegischen Zweitligisten Rælingen HK an, für den sie im ersten Jahr drei Zweitligaspiele bestritt. In der folgenden Saison lief Svensson für Rælingen in der höchsten norwegischen Spielklasse auf. Sie erzielte 40 Treffer in 14 Partien und trat mit Rælingen am Saisonende den Gang in die Zweitklassigkeit an. Ein Jahr später gelang Rælingen der sofortige Wiederaufstieg, zu dem Svensson 59 Tore beitrug. In der Erstligasaison 2020/21, die aufgrund der COVID-19-Pandemie verkürzt wurde, warf sie 28 Tore. Im Sommer 2021 schloss sie sich dem deutschen Bundesligisten TuS Metzingen an. Mit Metzingen gewann sie 2024 den DHB-Pokal. Im Sommer 2024 wechselte sie zum norwegischen Erstligisten Romerike Ravens.

### In Auswahlmannschaft
Svensson gab am 28. Juni 2019 ihr Debüt für die norwegische Juniorinnennationalmannschaft, für die sie in 13 Länderspielen insgesamt 25 Treffer erzielte. Mit dieser Auswahlmannschaft gewann sie die Bronzemedaille bei der  U-19-Europameisterschaft 2019 in Ungarn.